# Angiolo Mazzoni
Angiolo Mazzoni del Grande (Bolonia, 21 de mayo de 1894-Roma, 28 de septiembre de 1979) fue un ingeniero y arquitecto futurista italiano que trabajó para el Estado fascista de Mussolini durante los años 20 y 30. Ha sido considerado como uno de los arquitectos más relevantes del periodo de entreguerras.

## Biografía

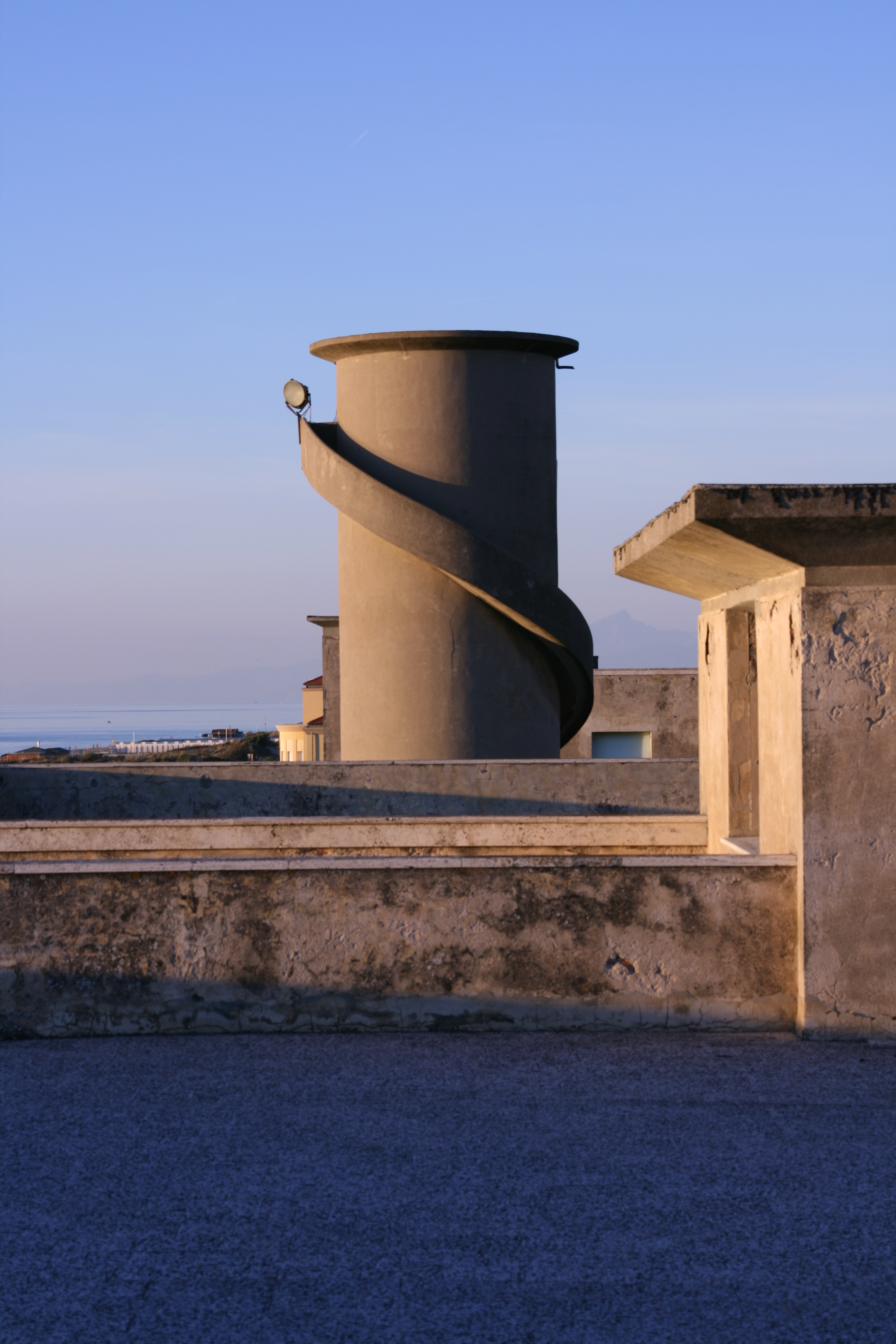
Torre de agua de la Colonia Rosa Maltoni Mussolini, en Calambrone.

Nacido en Bolonia en 1894, se graduó como ingeniero civil en Roma, en 1919, y en 1925 se afilió al Partido Nacional Fascista. A comienzos de 1934 publicó el Manifiesto futurista de la arquitectura aérea (Manifesto futurista dell'architettura aerea), junto a Filippo Tommaso Marinetti y Mino Somenzi.Tras el final de la Segunda Guerra Mundial se exilió voluntariamente del país: en 1948 emigró a Colombia, donde residió hasta 1963; allí impartió clases en la Universidad Nacional de Colombia en Bogotá. Volvió a Italia en 1963, donde vivió sus últimos años con su esposa en el piso de su padre en Roma, en la Via Savoia.

Materially I am now joining Futurism. Morally I have belonged to this movement since 1915 when, asking consensus solely of myself, I proclaimed myself a follower of Sant'Elia.
«A efectos prácticos me uno ahora al Futurismo. Moralmente he pertenecido a este movimiento desde 1915 cuando, tras haberlo consultado únicamente conmigo mismo, me declaré seguidor de Sant'Elia».
Angiolo Mazzoni, 1933. (Mangione, 2008, p. 20)

## Obra arquitectónica
Entre sus obras se incluye la Colonia Rosa Maltoni Mussolini, situada en Calambrone; el complejo sufrió en torno a 2006 unas obras de restauración, en las que se aplicó a los edificios y estructuras un característico color rojo anaranjado. La colonia —un campamento de verano para niños— se construyó entre 1925 y 1933.
Angiolo Mazzoni construyó también gran cantidad de oficinas de correos —las de Palermo (1927-1934) Sabaudia o Latina— así como diseñó numerosas estaciones de tren —como la estación de Venecia Santa Lucía o la estación de Regio de Calabria Central, la «Central térmica» y el edificio Squadra Rialzo (1933-1935) de la estación Santa Maria Novella, en Florencia; y edificios en las estaciones de Siena o Latina. Catedral de Barranquilla, Colombia, 1955.